# ميدروكسي بروجيستيرون
الاسم العلمي لبروفيرا: (مِيدْروكْسي بروجستيرون) (بالإنجليزية: Medroxyprogesterone)‏ الميدروكسي بروجيستيرون، هو بروجيستين يثبط إفراز الجونادوتروبين من الغدة النخامية، وبالتالي منع نضوج الجريب والإباضة (تأثير مانع الحمل)، يثبط انكماش الرحم التلقائي.
تصنيف الدواء: موانع حمل هرمونية 
الفئة: الحمل والولادة 
العائلة الدوائية: بروجستين 